# Microdebilissa
Microdebilissa is een kevergeslacht uit de familie van de boktorren (Cerambycidae). De wetenschappelijke naam van het geslacht werd voor het eerst geldig gepubliceerd in 1925 door Pic.

## Soorten
Microdebilissa omvat de volgende soorten:
- Microdebilissa aethiops (Holzschuh, 1995)
- Microdebilissa argentifera (Holzschuh, 1984)
- Microdebilissa atricornis Pic, 1940
- Microdebilissa atripennis (Pu, 1992)
- Microdebilissa bicolor (Gressitt & Rondon, 1970)
- Microdebilissa bipartita Pic, 1925
- Microdebilissa breviuscula (Holzschuh, 1992)
- Microdebilissa collaris (Pascoe, 1869)
- Microdebilissa constans Holzschuh, 2007
- Microdebilissa diversipes Pic, 1930
- Microdebilissa furva (Holzschuh, 1993)
- Microdebilissa homalina (Holzschuh, 1993)
- Microdebilissa infirma (Holzschuh, 1989)
- Microdebilissa makiharai Hayashi, 1982
- Microdebilissa minuta Pic, 1927
- Microdebilissa posticina (Holzschuh, 1993)
- Microdebilissa robustula (Holzschuh, 1990)
- Microdebilissa simplicicollis Gressitt, 1951
- Microdebilissa subviridis (Gressitt & Rondon, 1970)
- Microdebilissa testacea Matsushita, 1933